# Гасснер, Филипп
Филипп Гасснер (нем. Philipp Gaßner; род. 30 августа 2003, Фельдкирх, Форарльберг) — австрийский и лихтенштейнский футболист, нападающий клуба «Хоэнемс» и национальной сборной Лихтенштейна.

## Карьера

### «Дорнбирн 1913»
Начинал свою футбольную карьеру в футбольных клубах «Фрастанц» и «Форарльберг». В июне 2022 года футболист подписал контракт с клубом «Дорнбирн 1913» из Второй Лиги. Дебютировал за клуб 23 июля 2022 года в матче против клуба «Санкт-Пёльтен», выйдя на замену на 78 минуте. Первым результативным действием за клуб футболист отличился 29 октября 2022 года в матче против клуба «Флоридсдорф», отдав голевую передачу. На протяжении сезона выступал в клубе преимущественно выходя на замену. Вместе с клубом закончил чемпионат на итоговом одиннадцатом месте.
Новый сезон начал 22 июля 2023 года с матча Кубка Австрии против клуба «Райхенау», выйдя на замену на 83 минуте. Первый матч в чемпионате сыграл 28 июля 2023 года против клуба «Лиферинг», выйдя на замену на 83 минуте. Первым результативным действием в сезоне футболист отличился 21 октября 2023 года в матче против клуба «Капфенберг», отдав голевую передачу. На протяжении первой половины сезона футболист был одним из основных игроков клуба, определённый период выбыл из распоряжение основной команды, отличившись своей единственной результативной передачей.

### «Хоэнемс»
В феврале 2024 года футболист перешёл в австрийский клуб «Хоэнемс». Дебютировал за клуб футболист 16 марта 2024 года в матче против клуба «Швац», выйдя на поле в стартовом составе. Дебютным забитыми голами за клуб футболист отличился 20 апреля 2024 года в матче против клуба «Рот-Вайсс», отличившись хет-триком.

## Международная карьера
Выступал за юношеские сборные Лихтенштейна до 15 и 17 лет. В 2020 году получил вызов в молодёжную сборную Лихтенштейна, вместе с которой отправился на квалификационные матчи молодёжного чемпионата Европы. Дебютировал за сборную 8 сентября 2020 года в матче против сборной Грузии.
В июне 2022 года футболист вместе с национальной сборной Лихтенштейна отправился на матчи Лиги наций УЕФА. Дебютировал за сборную в матче 14 июня 2022 года простив сборной Латвии.